# Пентоксил
Пентоксил — российский лекарственный препарат, иммуностимулятор, лейкопоэтическое средство. Производное пиримидина.

## История
В середине XX века коллективом под руководством ленинградского токсиколога Н. В. Лазарева 4-метил-5-оксиметилурацил был предложен в качестве лекарственного средства, стимулирующего регенерацию тканей организма. Разработчики дали своему препарату название «пентоксил».
Первоначально пентоксил применялся при лечении алейкии.

## Физические свойства
Пентоксил — белый кристаллический порошок. Имеет слабый запах формальдегида.
Растворяется в растворах едких щелочей. В воде труднорастворим, практически нерастворим в этаноле.

## Фармакологические свойства

### Фармакодинамика
Стимулирует синтез нуклеиновых кислот, лейкопоэз, антителообразование, фагоцитоз. Ускоряет процессы клеточной регенерации, способствует заживлению ран, оказывает противовоспалительное действие.

## Применение
Пентоксил рекомендован производителем при лейкопении, агранулоцитарной ангине, алиментарно-токсической алейкии, интоксикации бензолом, инфекционно-воспалительных заболеваниях органов дыхания, иммунодефицитных состояниях, также, в составе комбинированной терапии, при пародонтозе.

### Побочные действия
- Головная боль, головокружение, диспептические явления.
- Аллергические реакции.